# 페퍼다인 대학교
페퍼다인 대학교(영어: Pepperdine University)는 미국 캘리포니아주 말리부에 위치한 그리스도의 교회 재단의 사립 명문대학교이다. 캠퍼스가 태평양이 펼쳐진 말리부 해변에 위치하고 있으며, 독일, 영국, 이탈리아, 중국, 스위스, 아르헨티나에도 분교를 운영하고 있다. 1937년 설립된 크리스천 재단의 사립대학교이자 서부를 대표하는 사립명문 대학 중 한 곳으로 그리스도의 교회 계통인 사립 인문대학교 리버럴 아츠 칼리지가 전신이다.
1970년대에 경영대학원, 법학대학원 등을 신설하고 종합대학으로 승격되었으며, 학교의 위치도 지금의 말리부로 이전했다. 전통적인 인문사회 계열 학부 중심의 대학교이자 크리스천 대학교로서 14개의 종교행사에 참여해야 하고, 졸업하기 전까지 최소한 3개의 종교 수업을 들어야 한다. 종교나 인종에 차별 없이 학생들의 입학을 허용하고 있다.

## 역사
대공황이 진행 중이던 1937년 사업가이자 기독교 신자인 조지 페퍼다인(George Pepperdine)에 의해 기독교 리버럴 아츠 칼리지로써 설립되었다. 그해 9월, 로스앤젤레스에 문을 열고 167명의 학생으로 수업을 시작했다. 1971년 법학전문대학원을 신설하고 종합대학교로 승격되었으며, 1972년 로저 시버(Roger Seaver) 여사의 후원금을 받고 아담슨-린지 가문(Adamson-Rindge family)의 부지 제안을 받아 말리부에 새로 지은 캠퍼스로 이전하여 지금에 이르고 있다. 말리부 캠퍼스 뿐만 아니라 로스앤젤레스, 영국 런던, 스위스 로잔, 이탈리아 피렌체, 독일 하이델버그, 중국 상해, 아르헨티나 부에노스 아레스 등 세계 곳곳에 분교를 두고 있다.
캠퍼스 자체가 산 중간에 위치해서 경사가 높다. 학교 조경 관리에 많은 투자를 하고 있으며 프린스턴 리뷰가 2006년과 2007년에 "가장 아름 다운 캠퍼스"에 선정 하기도 하였다.
학부 학생 수가 5천을 넘지 않은 작은 사립학교로 캠퍼스도 그만큼 작다. 2016년 1학기 (가을 학기) 기준으로 7,826명의 학생들이 재학중이며그 중 3,542 명이 학부의 학생들이고 4,284명이 석사 또는 박사 전공 학생들이다. 2020년 졸업할 신입생 모집에서는 11,100 명이 지원하였으며 4,097 명이 합격하였다 (36.9% 합격률). 현재 재학중인 신입생들을 기준으로 SAT 점수는 1600-1980 사이이며 GPA는 3.64이다.
수많은 부잣집 자제들이 다니는 학교로 유명하여 이 학교 주차장은 오토쇼인가 할 정도로 눈에 띄는 차들이 많다. 그렇다고 부자들만 다니는 학교는 절대 아니다. 장학금과 지원금 제도가 워낙 뛰어나기 때문에 성적이 뛰어난 학생들도 많이 들어온다.
라이벌 대학으로는 LMU를 꼽을 수 있다. 둘 다 조그만하고 비싼 사립이라는 공통점 때문에 둘은 서로 자주 으르렁 거린다.

### 역대 총장
- Batsell Baxter (1937–39)
- Hugh M. Tiner (1939–57)
- M. Norvel Young (1957–71)
- William S. Banowsky (1971–78)
- Howard A. White (1978–85)
- David Davenport (1985–2000)
- Andrew K. Benton (2000-Present)

## 대학 구성
인문학 계열에서 강세를 보인다. 경영학을 강력히 밀고 있으며 심리학에서도 강세다. 요즘은 사회과학도 밀어주는 것으로 보인다. 또한 이곳 로스쿨은 분쟁 조정 분야에서 하버드와 1,2위를 다툰다.
- 시버 칼리지(Frank R. Seaver College of Letters, Arts, and Sciences)

페퍼다인 말리부 캠퍼스의 주된 기부자인 프랭크 시저의 이름을 딴 캠퍼스로 현재 3000명의 학부생들이 42개의 전공과 37개의 부전공에서 학사학위를 위해 공부하고 있다. 물론 6개의 대학원 학위 과정도 개설되어 있다. 전공 과목들로는 accounting, advertising, art, art history, biology, business administration, chemistry, communication, computer science, creative writing, economics, English, film studies, French, German, Hispanic studies, history, integrated marketing communication, International business, international studies, Italian, journalism, liberal arts, mathematics, mathematics education, media production, music, natural science, philosophy, physics, political science, psychology, public relations, religion, sociology, sports medicine, theatre arts, theatre and media production, theatre and music 등의 전공 개설 되어 있다.
- 경영 대학원(Pepperdine Graziadio School Business)

1969년도에 설립된 경영대학으로 현재 약 2000명의 학생들이 재학 중이다. 풀 타임 프로그램(Full Time Program)으로는 Full-time MBA, International MBA, JD/MBA, MBA/MPP(Master's of public policy program), 응용 재정학 석사, 글로벌 경영학 석사, 회계학 석사, 그리고 5년짜리 BS/MBA 프로그램 등이 있다.
- 법대(School of Law)

1964년 Santa Ana 에 위치한 오렌지 대학교 법대(Orange University College of Law)로서 처음 설립되어 1969년도에 페퍼다인 대학과 협력관계를 갖게 되어 오늘날 독립적인 법학 대학에 되었다.
- 공공 정책 대학(School of Public Policy)

학교에서 설립(1996년)년도가 가장 최신에 설립된 대학원 프로그램이다. 매우 빠르게 발전하고 있는 대학원이다.
- 교육과 심리학 대학원

1971년 교육학 석사, 1951년 심리학 석사가 설립된 이후 1981년도 하나의 대학으로 개명되어 오늘날까지 불리고 있다. 교육학 석사 프로그램으로는 education, learning technologies, administration, and preliminary administrative service credential, social entrepreneurship and change등이 심리학 석사 프로그램으로는 psychology, clinical psychology등의 분야를 제공 하고 있다.

## 랭킹
- US News & World Report 2019년 미국내 대학종합평가 순위 46위[1]

## 저명한 동문
오류: 문서 이름을 지정하지 않았습니다 (help).

## 한국인 동문
- 박용욱 (MBA) - 기업인, 두산그룹 박두병 초대 회장의 막내아들, 이생그룹 회장

- 이은백 (BS,MBA) - 기업인, 삼천리그룹 이만득 초대 회장의 조카, 삼천리 부사장

- 장세준 (MBA) - 기업인, 영풍그룹 장형진 영풍 회장의 장남, 영풍전자 부사장

- 이종명 (MBA) - 기업인, 일광그룹 이규태 회장의 장남, 리바이트유나이티드 대표

- 신성재 (MBA) - 기업인, 현대자동차그룹 정몽구 총괄회장의 셋째 사위, 현대하이스코 대표

- 이승관 (MBA) - 기업인, (주)경신 김현숙 회장의 장남, 대표이사

- 전인장 (MBA) - 기업인, 삼양식품 대표이사 회장

- 김정수 (MBA) - 기업인, 일신방직 사장

- 금종국 (MBA) - 기업인, 한미은행 행장

- 김종운 (MBA) - 기업인, 우리금융지주 전 부사장

- 최병규 (BS,MBA) - 기업인, 기영약품 창업주 아들, 대표이사

- 허재명 (MBA) - 기업인, 아즈텍WB 대표이사

- 남궁종환 (MBA) - 기업인, 넥센히어로즈 부사장

- 대니얼 강(BS) - 골프선수, LPGA 입회

- 김은철(MA) - 김영삼 전 대통령의 장남, 영문과 중퇴

- 정세균 (MBA) - 정치인, 전 대한민국 국회 국회의장

- 전두환 - 전 대통령, 명예박사